# 分杭峠
分杭峠（ぶんぐいとうげ）は、長野県伊那市と下伊那郡大鹿村との境界に位置する標高1,424 mの峠である。
静岡県浜松市の秋葉神社へ向かう街道として古くから利用された秋葉街道（現在の国道152号）の峠の一つである。秋葉街道は西日本の地質を内帯と外帯に二分する中央構造線の断層谷を利用した街道であり、分杭峠は中央構造線の谷中分水界にあたる。
名称は高遠藩が他領（南方は天領であった）との境界に杭を建て目印としたことに由来するといわれ、峠には「従是北高遠領」の石碑がある。
中央構造線の断層谷を利用した街道であるため地質的に脆い。峠付近の道路は舗装・整備されているものの頻繁に（規模の大小はあれど）崩落を繰り返しており、峠区間が丸ごと通行止になることも多い。

## ゼロ磁場（疑似科学）
日本最大、最長の巨大断層地帯である中央構造線の真上にあり、2つの地層がぶつかり合っているという理由から、エネルギーが凝縮しているゼロ磁場のパワースポットと呼ばれている。
最初にパワースポットとされたのは林道の下にある柱の木付近で、その後林道の奥の水場にも人が集まるようになった。2009年にはテレビ・ラジオや雑誌で分杭峠のゼロ磁場が大きく取り上げられ、分杭峠に来る観光客が急増した。
当然ながら、こうした考えは科学的な根拠を欠いており、疑似科学の一つと見なされている。中央構造線博物館の学芸員を務める河本和朗は「地震が発生していないときの断層は、力学的には周囲の岩盤と同じ」と指摘し、「『断層で岩盤が押し合っている』という考えは地球物理的に誤りである」としている。

## アクセス
パワースポットとしての人気の高まりにより峠付近の路上駐車が多くなってきたことから、渋滞対策と環境保護のため、2010年より峠ふもとの伊那市長谷市野瀬にある駐車場から峠までシャトルバスが運行されるようになっている。峠にある駐車場はシャトルバスの転回用スペースとなっているため、一般車両は駐車できない。また、峠周辺環境整備のための協力金として、入場の際に500円が求められる。